# Gmina Požega
Gmina Požega (serb. Opština Požega / Општина Пожега) – gmina w Serbii, w okręgu zlatiborskim. W 2018 roku liczyła 27 554 mieszkańców.